# Замок Кранцбах
Замок Кранцбах (нім. Schloss Kranzbach) — псевдозамок, у теперішній час готель неподалік від замку Ельмау і невеликого населеного пункту Клаїс.
Кранцбах розташований у гірський долині між Гарміш-Партенкірхеном і Міттенвальдом на висоті 1 030 м біля підніжжя Цугшпітце, найвищої точки альпійського гірського хребта Веттерштайн і Німеччини в цілому.

## Історичний огляд
У 1913 році 36-річна англійська аристократка Гоноройбл Мері Ізабель Портман підписала договір про придбання земельної ділянки в околиці Крайс, на якій розпочала зведення замку. Будівництво велось за проектом англійських архітекторів Детмара Блоу і Фернарда Біллерея у стилі англійського руху мистецтв і ремесел. За свій вигляд будівля, що нагадувала замки Шотландії та Ірландії, в народі отримала назву «Англійський замок».
Попри Першу світову війну роботи тривали до 1915 року. Але Мері Портман туди уже не повернулась. Будівля тривалий час пустувала.
У 1931 році спадкоємці Мері Портман здали замок в оренду Дортмундській євангелічній церкві для організації там відпочинку молоді з Рурського регіону.
На Різдво 1933 року пожежа значно пошкодила будинок, який згодом відремонтували. Під час проведення Зимових Олімпійських ігор 1936 року замок використовувався як готель.
У перші роки Другої світової війни Кранцбах став місцем для програми «Kinderlandverschickung» (табори для евакуйованих дітей). Після війни у замку відпочивали офіцери американської армії.
У 1947 році сюди знову повернулась Дортмундська євангелічна церква.
У 2003 році замок був викуплений і переобладнаний під готель.